# Орлов, Алексей Николаевич (военный медик)
Алексе́й Никола́евич Орло́в (1917—2003) — советский учёный-медик и педагог, хирург, организатор здравоохранения и медицинской науки, доктор медицинских наук (1967), профессор (1970), полковник медицинской службы (1965). Лауреат Государственной премии СССР (1984).

## Биография
Родился 6 апреля 1917 года в Петрограде.
С 1937 по 1942 год проходил обучение в Военно-медицинской академии имени С. М. Кирова. С 1942 по 1945 год служил в действующей армии, участник Великой Отечественной войны в составе 913-го стрелкового полка в качестве старшего врача в звании военврача 3-го ранга, а так же в составе 119-го медицинского санитарного батальона 171-й стрелковой дивизии 3-й ударной армии в качестве хирурга в звании майора медицинской службы, воевал на Северо-Западном фронте.
С 1945 по 1951 год служил в действующей армии в качестве военного врача-хирурга военных госпиталей. С 1951 года после окончания с отличием факультета усовершенствования врачей Военно-медицинской академии имени С. М. Кирова на научно-педагогической и практической работе в должностях: старший ординатор клиники госпитальной хирургии. Был активным участником создания специализированного отделения для лечения ожогов и кафедры термических поражений, где занимал должность: старший преподаватель и профессор, с 1972 по 1975 год — заведующий кафедрой термических поражений этой академии, где занимался развитием получения пластика лоскутами с осевым кровоснабжением, разработкой проблемы холодовой травмы, лечения ожогов четвёртой степени, экстракорпоральной детоксикации, патогенеза ожоговой болезни и реабилитации.

### Научно-педагогическая деятельность и вклад в науку
Основная научно-педагогическая деятельность А. Н. Орлова была связана с изучением вопросов раневой патологии, ожоговой инфекции, оперативного лечения глубоких ожогов, электротравмы. Под руководством А. Н. Орлова была разработана классификация и выявлены основные клинические признаки ожогового сепсиса, особенностей гнойно-резорбтивной лихорадки у обожженных, им было показано что одним из основных проблем является снижение летальности среди пострадавших с глубокими ожогами, занимающими более двадцати и более процентов поверхности тела. Под руководством А. Н. Орлова в 1974 году было создано первое в Советском Союзе отделение реанимации и интенсивной терапии, в 1975 году он был организатором Ленинградского ожогового центра.
В 1967 году А. Н. Орлов защитил диссертацию на соискание учёной степени доктор медицинских наук по теме: «Второй период ожоговой болезни». В 1970 году А. Н. Орлову было присвоено учёное звание профессора. В 1984 году «За научные достижения в разработке эффективных методов оказания медицинской помощи обожжённым» А. Н. Орлову была присвоена Государственная премия СССР. А. Н. Орлов был автором более ста научных трудов в том числе монографий, он так же являлся редактором первого в Советском Союзе учебного пособия по термическим поражениям, им было подготовлено пятнадцать докторов и кандидатов наук.
Скончался 16 августа 2003 года в Санкт-Петербурге.

## Награды и премии
- Орден Отечественной войны 1-й (06.04.1985) и 2-й степени (31.05.1945)
- два ордена Красной Звезды (29.08.1942, 30.12.1956)
- Медаль «За боевые заслуги» (15.11.1950)
- Медаль «За освобождение Варшавы» (09.06.1945)
- Медаль «За взятие Берлина» (09.06.1945)
- Медаль «За победу над Германией в Великой Отечественной войне 1941—1945 гг.» (09.05.1945)[5][6]
- Государственная премия СССР (1984)[1][4]